# Dioscorea japonica
Dioscorea japonica là một loài thực vật có hoa trong họ Dioscoreaceae. Loài này được Thunb. mô tả khoa học đầu tiên năm 1784.